# (2563) Boyarchuk
(2563) Boyarchuk (1977 FZ; 1959 CN; 1963 YB; 1980 WC) ist ein ungefähr 24 Kilometer großer Asteroid des äußeren Hauptgürtels, der am 22. März 1977 vom russischen (damals: Sowjetunion) Astronomen Nikolai Stepanowitsch Tschernych am Krim-Observatorium (Zweigstelle Nautschnyj) auf der Halbinsel Krim (IAU-Code 095) entdeckt wurde. Er gehört zur Themis-Familie, einer Gruppe von Asteroiden, die nach (24) Themis benannt ist.

## Benennung
(2563) Boyarchuk wurde nach dem sowjetisch-russischen Astronomen Alexander Alexejewitsch Bojartschuk (1931–2015) benannt, der stellvertretender Direktor des Krim-Observatoriums war und für seine Forschungen der Sternphysik bekannt war. Von 1973 bis 1976 war er Präsident der 29. Kommission (Sternspektren) der Internationalen Astronomischen Union.